# Mesothea viridipennata
Mesothea viridipennata är en fjärilsart som beskrevs av George Duryea Hulst 1896. Mesothea viridipennata ingår i släktet Mesothea och familjen mätare. Inga underarter finns listade i Catalogue of Life.